# Булат-Тимур
Булат-Тимур (тат. Булат Тимер, Bulat Timer, Булак-Тимер; Булак-Тимур; 1340 — 1368) — золотоордынский великий эмир. представитель ордынской верхушки, посаженный управлять Булгарским улусом в 1361—1367 годах.

## Биография
В 1361 году после убийства хана Хизра бежал из Сарая ал-Джадида в пределы Болгарского улуса Золотой Орды. В результате штурма захватил власть в городе Булгар в 1361 году, принеся серьёзные разрушения городу. Захватив территорию Болгарского улуса образовал независимое от Золотой Орды государство, основной частью которого являлась территория Булгарского улуса, таким образом восстановил независимость Волжской Булгарии, но под властью ордынского эмира. Захватил восточные земли Мордовии.

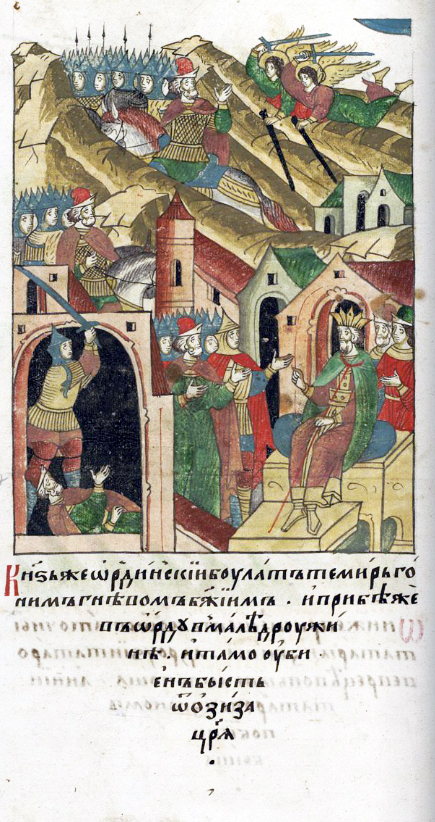
Азиз убивает Булат-Тимура

В 1367 году предпринял неудачный грабительский поход на Нижегородское княжество, во время которого был разбит войсками Московского и Нижегородского княжеств на реке Пьяна.
В том же году на Булгар напал хан Азиз (правитель Золотой Орды с 1364 года) с целью подчинения этой отделившейся от центральной власти территории. Булат-Тимур потерпел поражение и сбежал в Нижнее Поволжье. Волжская Булгария вновь была включена в состав Золотой орды в виде Булгарского Улуса Урус ханом при поддержке темника Мамая в 1375 году.
Булат-Тимур погиб в междоусобной борьбе с ханом Азизом в Сарае ал-Джадиде.
В 1366—1367 чеканил монеты, на которых одновременно со своим именем помещал имена ханов Джанибека II или Азиза.
Часть исследователей ассоциируют Булат-Тимура с ханом Пулад-Тимуром, владевшим Сараем и чеканившим монету в 1364—1365 годах. Другие исследователи считают Булат-Тимура правителем одной из частей Золотой Орды в период борьбы за власть после смерти Бердибека.